# Николаевское (Рославльский район)
Никола́евское — деревня в Рославльском районе Смоленской области России. Входит в состав Сырокоренского сельского поселения. Население — 10 жителей (2007 год).
Расположена в южной части области в 39 км к северо-востоку от Рославля, в 8 км севернее автодороги А130 Москва — Варшава («Старая Польская» или «Варшавка»), на берегу реки Ржавец. В 29 км южнее деревни расположен железнодорожный остановочный пункт 23-й км на линии Рославль I — Фаянсовая.

## История
В годы Великой Отечественной войны деревня была оккупирована гитлеровскими войсками в августе 1941 года, освобождена в сентябре 1943 года.